# ザンディ・モガダム・メヘディ
ザンディ・モガダム・メヘディ（英語: Zandi Moghaddam Mehdi、1964年12月17日 - ）はイラン出身の実業家。イランとイタリアのハーフであり、イタリア名はアレックス・ブローニー（英語: Alex Broni）。

## 来歴
1964年12月17日、イランのテヘラン生まれ。
23歳の時に、孤児の支援を目的とした寄付機関であるケイリエ・ザンディを創設する。26歳の時に日本へ移住し、システムエンジニアとして様々な企業のコンサルタントなどを担い、33歳の時にトライクファクトリージャパンの前身であるYKDを創業する。その後、42歳の時に同社を株式会社ジャプテックとして改め、会長職へ就任するとともに設計者・デザイナーとしても活躍する。

## 戦役
イラン革命の時代に、特殊部隊の秘密捜査官となり、軍曹として戦役に出る。戦火の中から自身の部隊の内28人を無事に生還させ、その功績から勲章を受賞する。

## 血縁
祖父はザンド朝の創始者であるカリーム・ハーン。

## パーソナリティ
自動車やバイクの愛好家であり、スーパーカーやスポーツカーなどを多く乗り継いでいる。また船や飛行機も操縦する。イランに居住していた頃は、ワニや鷹などの猛獣をペットとして飼っていた。またイラン政府からVIP（有力経済人）として指定されている。